# Tito Vespasiano
Tito Vespasiano (o La clemenza di Tito) è un'opera seria in tre atti musicata da Johann Adolf Hasse sul libretto La clemenza di Tito di Pietro Metastasio. La prima rappresentazione si tenne al Teatro di Pesaro il 24 settembre 1735 con Faustina Bordoni.
Il 17 gennaio 1738 avvenne la prima a Dresda nella seconda versione con la Bordoni e Giovanni Carestini.
Il 20 gennaio 1759 venne rappresentata nella terza versione come La clemenza di Tito al Teatro San Carlo di Napoli con Carestini.